# Silveira occultus
Silveira occultus là một loài côn trùng trong họ Psychopsidae thuộc bộ Neuroptera. Loài này được Tjeder miêu tả năm 1960.